# Vivian Kubrick
Vivian Vanessa Kubrick (Los Ángeles, California; 5 de agosto de 1960) es una compositora estadounidense, hija del director de cine Stanley Kubrick.

## Biografía
Vivian Kubrick nació el 5 de agosto de 1960 en la ciudad estadounidense de Los Ángeles. Hija de la actriz Christiane Kubrick y del famoso director de cine Stanley Kubrick, tenía una hermana mayor, Anya (1959-2009), de la que era desde niña inseparable. También tiene una medio-hermana mayor, Katherina, del primer matrimonio de su madre.

## Carrera
Vivian Kubrick apareció en cuatro de las películas de su padre, como la niña pequeña del Dr. Floyd, apodada «Squirt» en 2001: A Space Odyssey (2001: Odisea del Espacio, 1968), como huésped en la fiesta de cumpleaños de Bryan en Barry Lyndon (1975), como invitada en el sofá del salón de baile en The Shining (El Resplandor, 1980), y como operadora de una cámara en el lugar de una fosa común representada en Full Metal Jacket (La Chaqueta Metálica, 1987).
En su adolescencia con 17 años dirigió, filmó y editó un documental de media hora para la BBC, The Making of "The Shining", editado por Gordon Stainforth y del que Stanley Kubrick eliminó algunas escenas. Tras el lanzamiento del documental en 1980, se hizo popular en el sitio de fanes de Kubrick alt.movies.kubrick (amk) y se distribuyó en los DVD de El resplandor.
Vivian Kubrick además supervisó y compuso la banda sonora de la película, Full Metal Jacket (conocida en Hispanoamérica como Nacido para matar o Cara de guerra y en España como La chaqueta metálica), bajo el seudónimo de Abigail Mead. En 1986, rodó material para un documental sobre el rodaje de la película, pero no se completó. Parte del material se incluyó en Stanley Kubrick: Una vida en imágenes. Su padre le pidió que compusiera la banda sonora para Eyes Wide Shut (en Hispanoamérica, Ojos bien cerrados), pero dejó California sin completarla, a pesar de que Stanley Kubrick le escribió una carta de 40 páginas en un intento de persuadirla para regresar, decidió no hacerlo. Por ese motivo, la película usó la música de Jocelyn Pook.
En octubre de 2008, Vivian Vanessa Kubrick apareció en una proyección en honor al 40 aniversario de 2001: A Space Odyssey patrocinada por la Jules Verne Society, donde apareció en el escenario junto al actor Keir Dullea, protagonista de la película, Daniel Richter,  que interpretó al hombre-simio primitivo en la película y Malcolm McDowell que protagonizó la película siguiente de su padre, A Clockwork Orange (La naranja mecánica en Hispanoamérica y España, 1971). Aceptó el  Legendaire Award (premio legendario de la Sociedad) en honor a su padre.
En agosto de 2010, su familia anunció que desde 1999 Vivian Vanessa Kubrick estaba involucrada en la Iglesia de la Cienciología y han estado distanciados de ella desde entonces. No asistió al funeral de su hermana, Anya Kubrick, en 2009, ni la acompañó anteriormente mientras el cáncer la abatía.
En 2014 publicó una serie de fotografías de ella y su padre en Twitter. Como su padre, Kubrick es una amante de los animales, y ha rescatado varios perros abandonados.

## Filmografía
- Música:
  - Full Metal Jacket (1987, acreditada como Abigail Mead)
  - The Mao Game (1999)
  - Eyes Wide Shut (1999, banda sonora no utilizada)
- Actriz (sin acreditar):
  - 2001: A Space Odyssey (1968) "Squirt", hija de Heywood Floyd
  - Barry Lyndon (1975): Huésped en la fiesta de cumpleaños
  - The Shining (1980): Huésped en el sofá del salón
  - Full Metal Jacket (1987): Camarógrafa en la fosa común
- Directora:
  - Making "The Shining" (1980)
  - Shooting "Full Metal Jacket" (1986)